# Kategoria e Parë 1933
La Kategoria e Parë 1934 fu la quarta edizione della massima serie del campionato albanese di calcio disputato tra il 2 aprile e l'11 giugno 1933 e concluso con la vittoria del KS Skënderbeu Korçë, al suo primo titolo.
Capocannoniere del torneo fu Teufik Agaj (KS Skënderbeu) con 7 reti.

## Formula
Le squadre partecipanti alla competizione furono 5 e si incontrarono in un turno di andata e ritorno per un totale di 8 partite.
In vista di un ampliamento del numero di club non furono previste retrocessioni.

## Squadre
| Squadra           | Città   | Stadio | Stagione 1932      |
| ----------------- | ------- | ------ | ------------------ |
| Bashkimi Shkodran | Scutari |        | 2°                 |
| KS Besa Kavajë    | Kavajë  |        | Kategoria e Dytë   |
| KS Skënderbeu     | Coriza  |        | 4°                 |
| Teuta             | Durazzo |        | 3°                 |
| Tirana            | Tirana  |        | Campione d'Albania |

## Classifica
|                    | Pos. | Squadra           | Pt | G | V | N | P | GF | GS | DR  |
| ------------------ | ---- | ----------------- | -- | - | - | - | - | -- | -- | --- |
| Albania (bandiera) | 1.   | Skënderbeu        | 12 | 8 | 5 | 2 | 1 | 18 | 6  | +12 |
|                    | 2.   | Bashkimi Shkodran | 10 | 8 | 5 | 0 | 3 | 14 | 9  | +5  |
|                    | 3.   | Teuta             | 8  | 8 | 3 | 2 | 3 | 12 | 10 | +2  |
|                    | 4.   | Tirana            | 8  | 8 | 3 | 2 | 3 | 14 | 12 | +2  |
|                    | 5.   | Besa Kavajë       | 2  | 8 | 1 | 0 | 7 | 5  | 26 | -21 |

Legenda:

      Campione d'Albania
Note:

Due punti a vittoria, uno a pareggio, zero a sconfitta.

## Verdetti
- Campione: KS Skënderbeu